# Tabanus dominus
Tabanus dominus är en tvåvingeart som beskrevs av Datta och Das 1978. Tabanus dominus ingår i släktet Tabanus och familjen bromsar. Inga underarter finns listade i Catalogue of Life.